# Selkäsaari (ö i Norra Österbotten, Ylivieska)
Selkäsaari är en halvö i Finland. Den ligger i sjön Viitajärvi och i kommunen Ylivieska i den ekonomiska regionen  Ylivieska ekonomiska region  och landskapet Norra Österbotten, i den centrala delen av landet, 400 km norr om huvudstaden Helsingfors.